# Berglands voetbalkampioenschap 1925/26
In 1925/26 werd het eerste Berglands voetbalkampioenschap gespeeld, dat georganiseerd werd door de Zuidoost-Duitse voetbalbond. De competitie was in twee groepen verdeeld en beide winnaars bekampten elkaar voor de titel.
SV Hirschberg werd kampioen en plaatste zich voor de Zuidoost-Duitse eindronde, waar de club laatste werd op zeven clubs. 

## Bezirksliga Bergland

### Ostkreis
| Plaats | Club                           | Wed. | W | G | V | Saldo | Ptn  |
| ------ | ------------------------------ | ---- | - | - | - | ----- | ---- |
| 1.     | RSV Hertha 1911 Münsterberg    | 10   | 7 | 0 | 3 | 26:15 | 14:6 |
| 2.     | SV Preußen 1923 Glatz          | 9    | 5 | 1 | 3 | 28:15 | 11:7 |
| 3.     | SpVgg 1908 Reichenbach         | 9    | 5 | 1 | 3 | 21:19 | 11:7 |
| 4.     | Verein Strehlener Sportfreunde | 10   | 4 | 1 | 5 | 15:22 | 9:11 |
| 5.     | VfR 1915 Schweidnitz           | 10   | 4 | 0 | 6 | 20:24 | 8:12 |
| 6.     | Schweidnitzer FV 1911          | 10   | 2 | 1 | 7 | 14:29 | 5:15 |

|  | Geplaatst voor finale                  |
|  | Deelname degradatie/promotie-eindronde |

### Westkreis
| Plaats | Club                            | Wed. | W | G | V | Saldo | Ptn   |
| ------ | ------------------------------- | ---- | - | - | - | ----- | ----- |
| 1.     | SV Hirschberg 1919              | 10   | 8 | 2 | 0 | 53:10 | 18:2  |
| 2.     | SV Preußen Waldenburg-Altwasser | 10   | 6 | 1 | 3 | 45:22 | 13:7  |
| 3.     | Waldenburger SV 09              | 10   | 4 | 2 | 4 | 30:30 | 10:10 |
| 4.     | SV Preußen 1912 Bad Warmbrunn   | 9    | 3 | 3 | 3 | 16:33 | 9:9   |
| 5.     | SV Silesia Freiburg             | 10   | 2 | 1 | 7 | 29:41 | 5:15  |
| 6.     | SC Sportfreunde Liebau          | 9    | 1 | 1 | 7 | 13:50 | 3:15  |

|  | Geplaatst voor finale                  |
|  | Deelname degradatie/promotie-eindronde |

### Finale
Heen
|                 |                             |       |                    |             |
| 17 januari 1926 | RSV Hertha 1911 Münsterberg | 2 - 8 | SV Hirschberg 1919 | Münsterberg |
| 17 januari 1926 |                             |       |                    | Münsterberg |

Terug
|                 |                    |       |                             |            |
| 24 januari 1926 | SV Hirschberg 1919 | 5 - 1 | RSV Hertha 1911 Münsterberg | Hirschberg |
| 24 januari 1926 |                    |       |                             | Hirschberg |

### Promotie/degradatie play-off
De winnaar blijft in de Bezirksliga, de verliezer bekampt de kampioen van de tweede klasse. 
|             |                       |       |                        |          |
| 16 mei 1926 | Schweidnitzer FV 1911 | 7 - 1 | SC Sportfreunde Liebau | Striegau |
| 16 mei 1926 |                       |       |                        | Striegau |

|             |                        |       |                                |            |
| 30 mei 1926 | SC Sportfreunde Liebau | 0 - 4 | Verein Striegauer Sportfreunde | Waldenburg |
| 30 mei 1926 |                        |       |                                | Waldenburg |

Ondanks dat Liebau verloor bleef de club het volgende seizoen in de Bezirksliga, dat met één club werd uitgebreid. 